# Crisis financiera global del 2023
La crisis bancaria global de 2023 es una crisis financiera de carácter global que surgió a inicios de marzo del mencionado año luego de un período de aumento de las tasas de interés intermediado por el banco central después de mediados del año 2022, que siguió a una época anterior de varios años con una política de tasas de interés extremadamente bajas desde 2020, en gran medida para paliar los efectos económicos de la Pandemia por COVID-19, con el efecto colateral de las criptomonedas. Las reservas de capital del banco disminuyeron debido a la caída de los bonos precios, disminuyendo el valor de mercado de los bonos, lo que llevó a algunos bancos a vender bonos con grandes pérdidas ya que los rendimientos de los nuevos bonos eran mucho más altos. La escasez de liquidez bancaria y las insolvencias bancarias llevaron inicialmente a tres quiebras bancarias en los Estados Unidos. En dos semanas, varios de los bancos más grandes del mundo quebraron o fueron cerrados por los reguladores. Los reguladores bancarios de múltiples jurisdicciones, incluido el Banco de la Reserva Federal de los EE. UU., el Banco de Canadá, el Banco de Japón, el Banco Central Europeo y el Banco Nacional Suizo, han intervenido para proporcionar liquidez extraordinaria para intentar evitar que la crisis bancaria afecte a más bancos.

## Antecedentes
En un entorno de aumento de las tasas de interés durante los meses anteriores, tres grandes bancos estadounidenses quebraron o fueron cerrados por los reguladores en una serie de quiebras bancarias estadounidenses del 8 al 12 de marzo de 2023. Silvergate Bank, Silicon Valley Bank colapsaron luego de corridas bancarias y Signature Bank fue cerrado por los reguladores.
Para el 16 de marzo, se estaban produciendo grandes flujos interbancarios de fondos para apuntalar los balances de los bancos y muchos analistas informaban sobre una crisis bancaria estadounidense más general. Muchos bancos habían invertido sus reservas en valores del Tesoro de los Estados Unidos, que habían estado pagando tasas de interés bajas durante varios años. Cuando la Reserva Federal comenzó a subir las tasas en 2022, los precios de los bonos disminuyeron, lo que redujo el valor de mercado de las reservas de capital bancario, lo que llevó a algunos bancos a vender los bonos con grandes pérdidas, ya que los rendimientos de los nuevos bonos eran mucho más altos. Once de los bancos más grandes de EE. UU. proporcionaron hasta $ 30 mil millones para respaldar el tambaleante banco regional First Republic con sede en San Francisco, y la línea de liquidez de la ventana de descuento de la Reserva Federal había obtenido aproximadamente $ 150 mil millones en préstamos de varios bancos al 16 de marzo.
El 17 de marzo, el presidente de los Estados Unidos Joe Biden declaró que la crisis bancaria se había calmado, mientras que el New York Times dijo que la crisis bancaria de marzo se cernía sobre la economía y había reavivado el temor a una recesión, ya que los préstamos comerciales se volverían más difíciles a medida que muchas instituciones regionales y estadounidenses de EE. UU. los bancos comunitarios tendrían que reducir los préstamos.

## Expansión global

### Comienzo en los Estados Unidos
En el período previo, muchos bancos dentro de los Estados Unidos habían invertido sus reservas en valores del Tesoro de los Estados Unidos, que habían estado pagando tasas de interés bajas durante varios años. Cuando la Reserva Federal comenzó a subir las tasas en 2022, los precios de los bonos bajaron, lo que redujo el valor de mercado de las reservas de capital bancario, lo que provocó que algunos bancos incurrieran en pérdidas no realizadas; para mantener la liquidez, Silicon Valley Bank vendió sus bonos para obtener grandes pérdidas. Además, varios bancos ganaron exposición en el mercado de criptomonedas y empresas relacionadas con criptomonedas antes y durante la pandemia de COVID-19; la burbuja de criptomonedas de 2020-2022 estalló a fines del 2022. En este entorno, tres de estos bancos quebraron o fueron cerrados por los reguladores: el primer banco en quebrar, Silvergate Bank, centrado en criptomonedas, anunció que cerraría el 8 de marzo de 2023 debido a pérdidas sufridas en su cartera de préstamos. Dos días después, tras el anuncio de un intento de reunir capital, se produjo una corrida bancaria en Silicon Valley Bank, lo que provocó su colapso y su incautación por parte de los reguladores ese día. Signature Bank, un banco que frecuentemente hacía negocios con firmas de criptomonedas, fue cerrado por los reguladores dos días después, el 12 de marzo, y los reguladores citaron riesgos sistémicos. Los colapsos de Silicon Valley Bank y Signature Bank fueron la segunda y tercera quiebra bancaria más grande en la historia de los Estados Unidos, respectivamente, más pequeña que el colapso de Washington Mutual durante la crisis financiera de 2007-2008.
El domingo 19 de marzo, la crisis bancaria se hizo más pronunciada a nivel mundial. UBS acordó adquirir Credit Suisse el 19 de marzo en una adquisición de acciones que valoró Credit Suisse en 3.000 millones de francos suizos (US$ 3.200 millones) después de que los reguladores suizos facilitaran un cierre regulatorio extralegal. El gobierno suizo también proporcionó garantías de pérdida a corto plazo y US$100 mil millones de liquidez del Banco Nacional Suizo.
También el domingo, S&P rebajó la calificación crediticia de First Republic Bank a basura en tres escalones diciendo que "puede que no resuelva los desafíos sustanciales de negocios, liquidez, financiamiento y rentabilidad que creemos que el banco probablemente enfrenta ahora".
A última hora del domingo, la Reserva Federal y varios otros bancos centrales anunciaron importantes medidas de liquidez en USD para calmar las turbulencias del mercado. En una "acción coordinada para mejorar la provisión de liquidez a través de acuerdos permanentes de líneas de intercambio de dólares estadounidenses", la Reserva Federal de EE. UU., el Banco de Canadá, el Banco de Japón, el Banco Central Europeo, el Banco de Inglaterra y el Banco Nacional Suizo se unieron para organizar operaciones de intercambios diarios de dólares estadounidenses.  Estos intercambios se habían configurado previamente para que ocurrieran con una cadencia semanal.

### Impacto global
Para el domingo 19 de marzo, las preocupaciones sobre el sector bancario a nivel internacional habían aumentado. Ese día, el banco suizo UBS Group AG compró a su competidor más pequeño Credit Suisse en un acuerdo de emergencia negociado por el gobierno suizo. Un mes antes de los acontecimientos en los Estados Unidos, Credit Suisse anunció su mayor pérdida anual desde la crisis financiera de 2008, ya que los clientes continuaron retirando su efectivo a un ritmo vertiginoso; Se retiraron $ 147 mil millones en el cuarto trimestre de 2022. También reveló que había encontrado "debilidades materiales" en sus informes financieros. Su mayor inversor, el Saudi National Bank, anunció el 15 de marzo que no brindaría más apoyo a Credit Suisse. El precio de sus acciones se desplomó un 25% tras la noticia y UBS intervino para comprar el banco. Axel Lehmann, expresidente del banco, más tarde buscó culpar a las quiebras de los bancos estadounidenses por desencadenar la desaparición de Credit Suisse, aunque otros analistas cuestionaron esa caracterización. El banco había experimentado muchos años de pérdidas multimillonarias, escándalos, rotación de ejecutivos y una estrategia comercial débil.
A última hora del domingo, la Reserva Federal y varios otros bancos centrales anunciaron importantes medidas de liquidez en USD para calmar las turbulencias del mercado. En una "acción coordinada para mejorar la provisión de liquidez a través de acuerdos permanentes de líneas de intercambio de dólares estadounidenses", la Reserva Federal de EE. UU., el Banco de Canadá, el Banco de Japón, el Banco Central Europeo (ECB) y el Banco Nacional Suizo se unieron para organizar diariamente Operaciones swap de dólares estadounidenses. Estos intercambios se habían configurado previamente para que ocurrieran con una cadencia semanal.
El 21 de marzo, The Business Times informó que era "poco probable que los bancos centrales asiáticos se vieran muy influenciados por la crisis bancaria en los Estados Unidos y Europa", pero los gobernadores de los bancos centrales de Australia se reunieron e indicaron públicamente una posible pausa en las recientes subidas de tipos. ABC News informó que el desafío para los bancos centrales es determinar si la "turbulencia bancaria está cerca de colapsar la economía real o si la inflación sigue siendo la mayor amenaza". En Japón, los tres principales prestamistas, Mitsubishi UFJ Financial Group, Sumitomo Mitsui Financial Group y Mizuho Financial Group, perdieron valor de sus acciones entre un 10 % y un 12 % debido a las turbulencias del mercado y su exposición al mercado de bonos. El banco central de Japón celebró una reunión de crisis a mediados de marzo, mientras que el índice de bancos Topix cayó un 17%. La caída estuvo impulsada por los temores sobre el colapso de SVB y los riesgos en el sector bancario regional de Japón, en parte debido a la exposición a las alzas de las tasas de interés de EE. UU.
El costo de asegurarse contra el impago de la deuda de Deutsche Bank aumentó sustancialmente el viernes 24 de marzo, con el CDS a 5 años para la deuda del banco aumentando un 70%. El BCE y otros bancos centrales europeos subieron las tasas de interés el mismo día. El índice europeo STOXX 600 cayó alrededor de un 4% con las acciones de Deutsche Bank cayendo más de un 14% en un momento, cerrando el día con una pérdida de alrededor del 8%. El índice bancario del Reino Unido también cayó alrededor del 3 %, liderado por caídas de alrededor del 6 % tanto para Barclays como para Standard Chartered y una caída del 4 % para NatWest. Las acciones de otros bancos europeos también cayeron, entre ellos Commerzbank, el Raiffeisen Bank de Austria y la Société Générale francesa.  Según Paolo Gentiloni de la Comisión Europea, los ministros de finanzas de la zona euro pidieron a la Comisión que cierre las lagunas en la provisión de gestión de crisis y seguro de depósitos (CMDI), a partir del segundo trimestre del 2023.
Los bancos chinos experimentaron un pequeño efecto negativo. Según Bloomberg News, casi todos los 166 de mejor desempeño durante la turbulencia del mercado estaban en China. La crisis bancaria en Estados Unidos y Europa destacó la relativa estabilidad del sistema bancario chino. Si bien la recuperación de China de la pandemia sigue siendo frágil, la inflación allí es moderada y el Banco Popular de China ha ajustado las tasas de interés a un ritmo más lento que los bancos centrales occidentales.
La turbulencia en el sistema financiero hizo que el banco central de la India suspendiera cualquier aumento adicional en la tasa de interés el 6 de abril, y el gobernador Shaktikanta Das dijo que "es una pausa, no un giro". Se esperaba ampliamente un aumento de 25 puntos básicos. Los bancos centrales de Australia, Canadá e Indonesia también detuvieron cualquier aumento adicional.
Si bien el aumento de las tasas de interés brinda a los bancos mayores rendimientos en los préstamos de los clientes, las condiciones financieras más estrictas significaron que el sector experimentó una desaceleración en el financiamiento de capital, con el índice bancario S&P 500 (SPXBK) en abril cayendo un 14% en lo que va del año debido a la expectativa de ganancias trimestrales más bajas para algunos bancos de EE. UU. El 11 de abril, el Fondo Monetario Internacional rebajó su pronóstico de crecimiento del PIB a nivel mundial en 2023 del 2,9 % al 2,8 % y dijo que "la incertidumbre es alta y el balance de riesgos se ha desplazado firmemente a la baja mientras el sector financiero siga sin resolverse". El pronóstico marcó una desaceleración del 3,4 % en 2022, pero el crecimiento pronosticado podría aumentar modestamente al 3,0 % en 2024. El FMI había estado recortando su pronóstico desde la primavera de 2022 por la invasión rusa a Ucrania.